# Ovid (Nueva York)
Ovid es un pueblo ubicado en el condado de Seneca en el estado estadounidense de Nueva York. En el año 2000 tenía una población de 2,757 habitantes y una densidad poblacional de 34 personas por km².

## Geografía
Ovid se encuentra ubicado en las coordenadas 42°40′39″N 76°49′28″O / 42.67750, -76.82444.

## Demografía
Según la Oficina del Censo en 2000 los ingresos medios por hogar en la localidad eran de $32,833, y los ingresos medios por familia eran $42,344. Los hombres tenían unos ingresos medios de $31,250 frente a los $25,125 para las mujeres. La renta per cápita para la localidad era de $18,329. Alrededor del 9.9% de la población estaban por debajo del umbral de pobreza.